# Константиан (префект претория)
Константиан (лат. Constantianus) — римский политический деятель второй половины IV века.
В 382—383 годах Константиан занимал должность викария диоцеза Понт. В 389 году он находился на посту префекта претория Галлии. За его назначение префектом претория явно стоял император Феодосий I Великий, под командованием которого Константиан служил на Востоке. Больше о нём ничего неизвестно.